# Radka Toneff

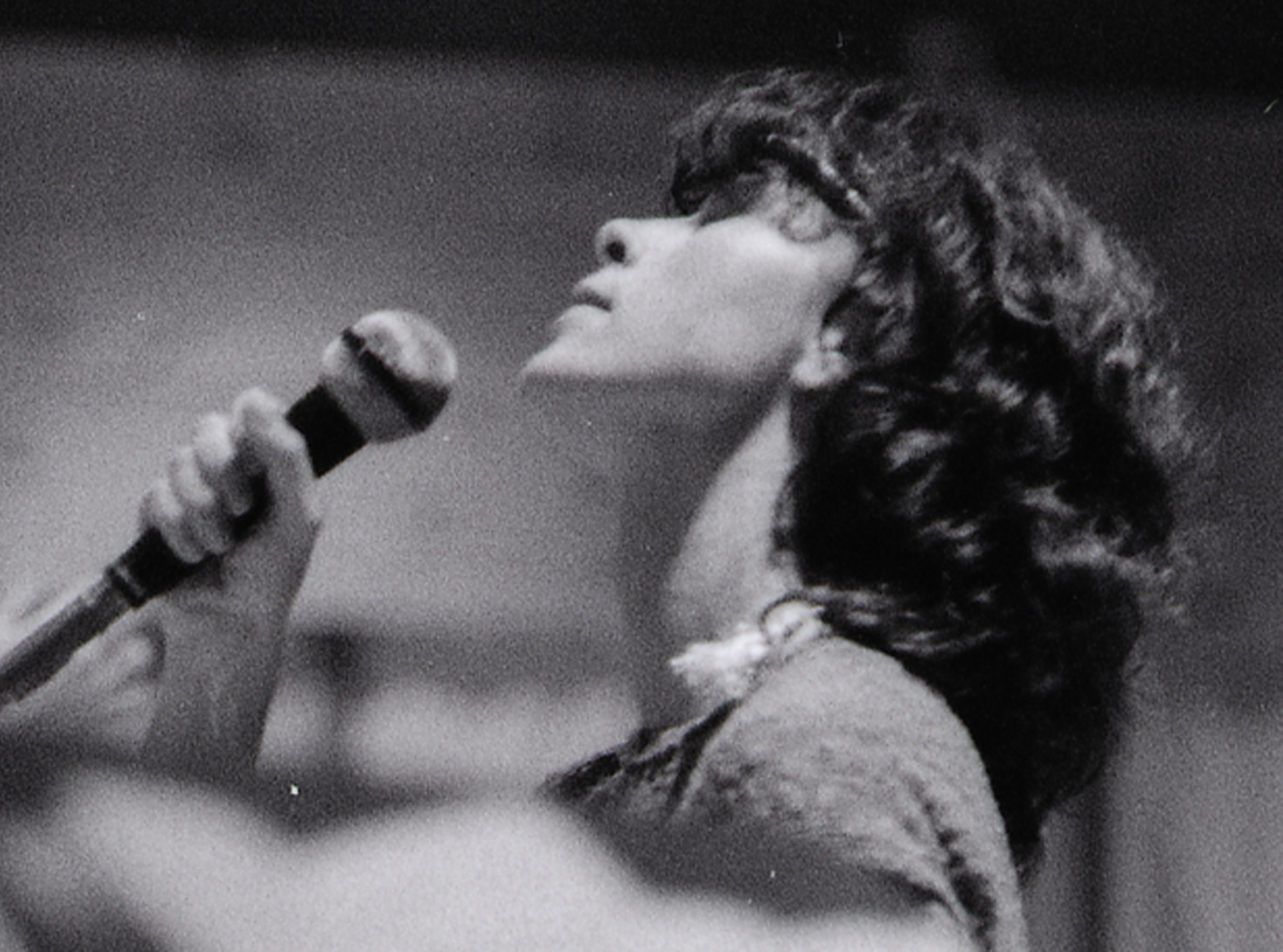
Radka Toneff live 1982 in Bergen

Ellen Radka Toneff (* 25. Juni 1952 in Oslo; † 21. Oktober 1982 ebenda) war eine norwegische Jazzsängerin. In ihrer nur kurzen Karriere hatte sie als Vokalistin eine Ausnahmestellung in der norwegischen Jazzszene erlangt. Ihr Gesangsstil war geprägt durch eine emotional ausdrucksvolle Stimme mit wenig Vibrato.

## Biografie
Als Tochter des bulgarischen Volkssängers Toni Toneff war die musikalische Laufbahn Radkas mehr oder weniger vorgezeichnet, zumal ihre Mutter Lilly-Ann Drivenes, eine Norwegerin, ebenfalls Klavier spielte. Auf Wunsch ihres Vaters begann sie dann auch bereits mit sechs Jahren, Klavierunterricht zu nehmen. Über Rock und Rhythm & Blues kam Radka Toneff bereits in den 1960er Jahren zum Gesang. Nach Abschluss der Schule studierte sie von 1971 bis 1975 am Musikkonservatorium in Oslo. Zu dieser Zeit wurde auch ihr Interesse am Jazz geweckt, nachdem sie die Gebrüder Erik und Jon Balke kennenlernte und mit ihnen in der Rockjazzband Unis auftrat. 1974 gründete sie zusammen mit dem Bassisten Arild Andersen und dem Gitarristen Jon Eberson das Radka Toneff Quintett, mit dem sie die Alben Winter Poem (1977) und It Don’t Come Easy (1979) veröffentlichte. Der Erfolg der beiden Alben sowie TV- und Festivalauftritte machten Radka Toneff schlagartig bekannt. Für das Album Winter Poem wurde sie 1977 in der Kategorie "Bester Sänger/Beste Sängerin" mit dem norwegischen Spellemannprisen ausgezeichnet. 1979 traf sie in Stockholm den in Schweden lebenden amerikanischen Pianisten Steve Dobrogosz, mit dem sie von nun an eng zusammenarbeitete. Anfang der 80er Jahre nahm Radka Toneff zweimal beim Melodi Grand Prix, dem norwegischen Vorentscheid für den Eurovision Song Contest, teil. 1980 erreichte sie mit dem Lied Parken von Ole Paus den achten Platz. 1981 war sie – zusammen mit Gudny Aspaas, Inger Lise Rypdal und Sidsel Endresen – Mitglied der Gruppe Darlings, die mit dem Song Født på ny ebenfalls den achten Platz erreichte. 1982 veröffentlichte sie mit Steve Dobrogosz auf dem Label Odin Records ihr bekanntestes Album Fairytales. Dies sollte auch die letzte Studioaufnahme von ihr bleiben. Im Oktober 1982 wurde die erst dreißigjährige Sängerin auf der Halbinsel Bygdøy, einem ehemaligen eigenständigen Stadtteil von Oslo, tot aufgefunden. Verschiedene Printmedien spekulierten auf Selbstmord, dem ihr engerer Freundeskreis jedoch widersprach.

## Nachleben und Gedenken
Trotz ihrer nur sehr kurzen musikalischen Laufbahn hat Radka Toneff einen immensen Einfluss auf die norwegische Jazzszene ausgeübt. Kurz nach ihrem Tod wurde ihr 1982 von der norwegischen Jazzföderation der landesweit bekannte Buddyprisen verliehen. Zu ihrem Andenken wurde 1993 ein Fonds ins Leben gerufen, welcher die Vergabe des Radka Toneff Minnepris finanziert, der an Künstler vergeben wird, deren Arbeiten im Geiste Radka Toneffs entstanden. Erste Preisträgerin war 1993 Sidsel Endresen.
1992 wurde posthum ein Album mit der Live-Aufnahme eines Konzerts aus dem Jahre 1981 in Hamburg zusammen mit Steve Dobrogosz, Arild Andersen und Alex Riel veröffentlicht, welches 1993 in der Kategorie "Jazz" ebenfalls den Spellemannprisen gewann.
Im Gedenken an Radka Toneff veröffentlichte der norwegische Lyriker Jan Erik Vold 1988 auf der CD Blåmann! Blåmann! das Gedicht Der bjørketreet stod. Ein Sonett in dem Gedichtband 40 Sonnets des schottischen Autors und Jazzmusikers Don Paterson ist ebenfalls ihr gewidmet und trägt ihren Namen.
2020 wurde Radka Toneff in die norwegische Rockheim Hall of Fame aufgenommen.

## Diskografie
Mit dem Radka Toneff Quintett:
- 1977: Winter Poem
- 1979: It Don’t Come Easy

Mit Steve Dobrogosz:
- 1982: Fairytales

Mit Steve Dobrogosz, Arild Andersen and Alex Riel:
- 1992: Live in Hamburg

Compilation:
- 2003: Some Time Ago – A Collection Of Her Finest Moments
- 2008: Butterfly

Als Gastmusikerin:
- 1975: Ole Paus / Ketil Bjørnstad – Lise Madsen, Moses Og De Andre
- 1976: Åse Kleveland – Midt på natta
- 1978: Ketil Bjørnstad – Leve Patagonia!